# Wasyl Skopenko
Wasyl Fedorowycz Skopenko, (ukr. Василь Федорович Скопенко, ros. Василий Фёдорович Скопенко – Wasilij Fiodorowicz Skopienko; ur. 1 stycznia?/14 stycznia 1912 we wsi Strugowka, w guberni czernihowskiej, zm. 27 stycznia 1945 k. Wrocławia) – radziecki pułkownik, od 1944 dowódca 1180 pułku strzelców w składzie 350 Dywizji Strzeleckiej i 1. Frontu Ukraińskiego.

## Życiorys
Urodził się w Imperium Rosyjskim, we wsi Strugowka, leżącej na terenie ujezdu suraskiego, w ówczesnej guberni czernihowskiej (obecnie jest to obwód briański). Rodzina przeniosła się do Krzywego Rogu, gdzie Skopenko ukończył szkołę średnią. Początkowo był górnikiem w kopalni imienia Karola Liebknechta w Krzywym Rogu, następnie rozpoczął studia na Uniwersytecie w Odessie, ale z powodów zdrowotnych ich nie ukończył. W 1935 ukończył studia w Instytucie Pedagogicznym w Krzywym Rogu, po czym został nauczycielem matematyki i od 1937 dyrektorem jednej ze szkół średnich w rejonie kirowohradzkim. Od 1940 należał do partii komunistycznej. Do Armii Czerwonej wstąpił 15 marca 1939, brał udział w wojnie zimowej i w wielkiej wojnie ojczyźnianej. W 1943 ukończył Akademię Wojskową im. M. Frunzego. Brał udział w wyzwalaniu Kijowa. Zasłużył się w walkach o Sandomierz; po wojnie podkreślano, że jego manewr miał ocalić miasto od zniszczeń. Za wyczyn ten otrzymał tytuł Bohatera Związku Radzieckiego. Poległ w styczniu 1945 w walkach o Wrocław, a pochowany został, wedle swojego życzenia, w Sandomierzu, na Cmentarzu Żołnierzy Radzieckich.

### Walki o Sandomierz

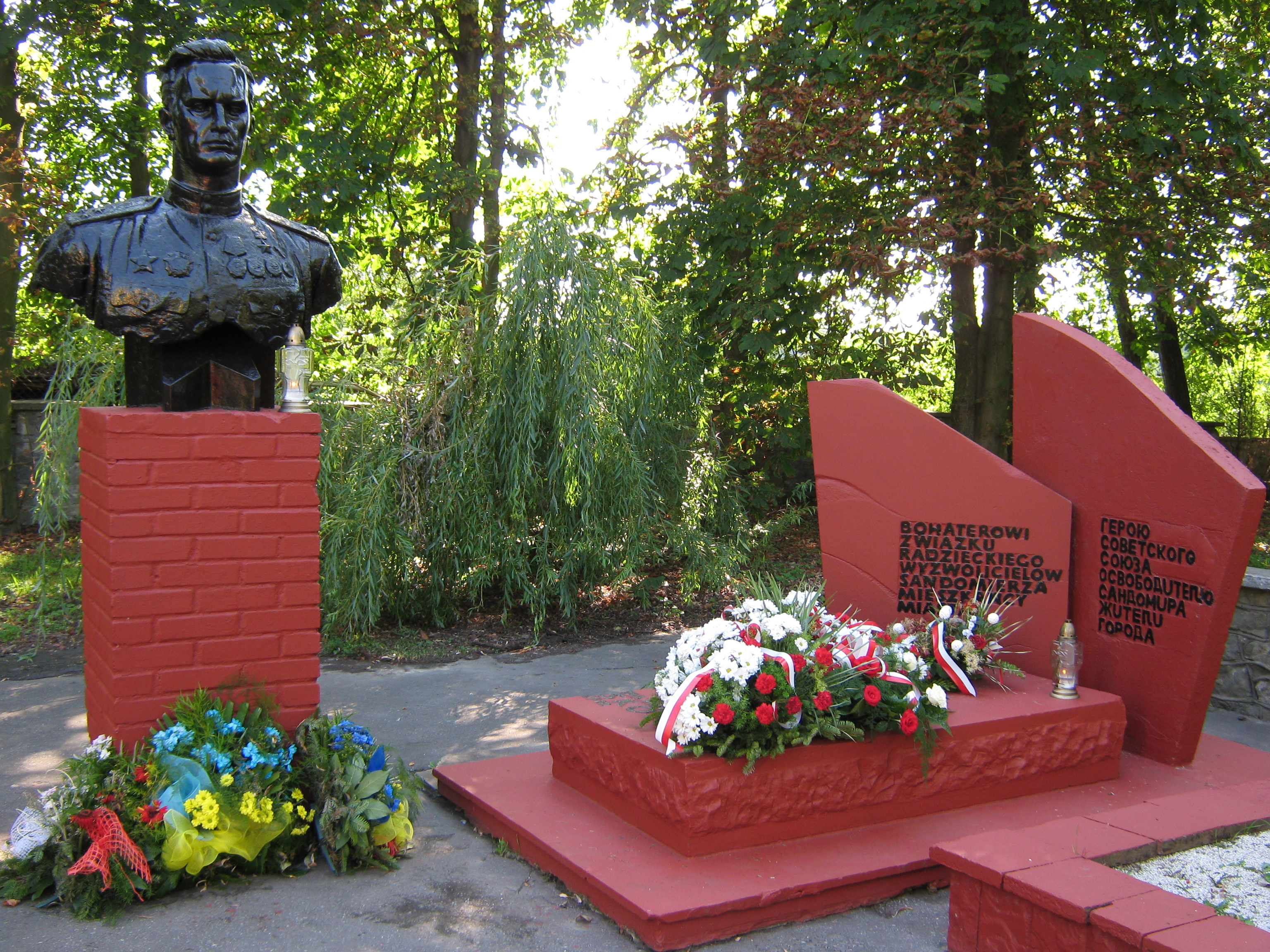
Grób pułkownika Wasyla Skopenki na cmentarzu wojennym żołnierzy Armii Radzieckiej w Sandomierzu

W lipcu 1944 roku 350 dywizja, w skład której wchodził 1180 pułk dowodzony przez W. F. Skopenkę, jako jedna z pierwszych znalazła się na lewym brzegu Wisły, zdobywając przyczółek w okolicach Sandomierza. Przygotowywano się do odbicia Sandomierza z rąk hitlerowców. Stacjonując na lewym brzegu Wisły, Skopenko wielokrotnie oglądał przepiękną panoramę Sandomierza (zanim wstąpił do armii chciał zostać architektem). Wiedział, że niemalże całe Stare Miasto opanowane jest przez Niemców i próba odbicia miasta spowoduje zniszczenie wielu zabytków. Nie chciał do tego dopuścić. Skopenko dopiął swego. Tak zorganizował ofensywę, aby nie dopuścić do zniszczenia. Zanim przypuszczono ofensywę Skopenko tak pisał do żony: 

Podeszliśmy pod jedno z bardzo pięknych miast. Położone jest ono nad stromym brzegiem szerokiej rzeki. Ludzie tam, Aniu, ja wierzę, są dobrzy. Czegoż oni nie wycierpieli w tej niewoli. Faszyści tak łatwo stąd nie odejdą. A tak by się chciało, żeby piękne miasto nie było obiektem działań. W ogóle chciałoby się, żeby Ziemia nasza była nie w ogniu, lecz w kwiatach...

Podpułkownik Skopenko nakazał, aby atakować nie od czoła, lecz zajść i atakować ze skrzydła. Jednocześnie ostrzał miasta miał być prowadzony przemyślnie i tak, aby nie uszkodzić żadnego z budynków, a jednocześnie zadać Niemcom dotkliwe straty. Walka prowadzona była z determinacją oraz z zachowaniem ostrożności. W sierpniu 1944 mieszkańcy Sandomierza z wielką radością witali Skopenkę i jego oddział. Byli wdzięczni nie tylko za wyzwolenie miasta, ale również, a może przede wszystkim, za jego ocalenie. Decyzją Prezydium Rady Najwyższej 23 września 1944 Skopenko otrzymał tytuł Bohatera Związku Radzieckiego m.in. za bohaterstwo i umiejętne dowództwo podczas walk o Sandomierz. Skopenko został komendantem tego miasta. Dokonał m.in. otwarcia miejscowych szkół. Dowodzony przez niego 1180 pułk otrzymał miano „Sandomierskiego”. 24 stycznia 1945 otrzymał awans na stopień pułkownika. Skopenko zginął 27 stycznia 1945 podczas walk o Wrocław. W szpitalu, konając, powiedział: 

jeśli zginę od kuli wroga, gdzieś na froncie, proszę towarzyszy broni, ażeby moje ciało przewieźli do Sandomierza i tam pochowali, wśród moich przyjaciół – żołnierzy poległych w Sandomierzu.

Zgodnie z życzeniem, 2 lutego 1945 ciało Skopenki przewieziono do Sandomierza i pochowano na Rynku obok ratusza. Władze miasta uczciły jego pamięć na specjalnej sesji. W latach 50. XX wieku zmieniono nazwę ulicy Opatowskiej na Skopenki (w XXI wieku powrócono do dawnej nazwy). Obok Bramy Opatowskiej stał również jego pomnik, który w 1990 przeniesiono na cmentarz wojenny żołnierzy armii radzieckiej znajdujący się przy ulicy Mickiewicza w Sandomierzu. Tu również przeniesiono ciało Skopenki.
Jego żoną była Anna, z którą miał córkę Ałłę i syna Grigorija, który był m.in. rektorem Uniwersytetu Kijowskiego.

## Ordery i odznaczenia
- Bohater Związku Radzieckiego ze Złotą Gwiazdą nr 4589 (23 września 1944, za walki na przyczółku sandomierskim[5])
- Order Lenina (23 września 1944)
- Order Czerwonego Sztandaru – dwukrotnie (17 października 1943)
- Order Aleksandra Newskiego
- Order Wojny Ojczyźnianej (I klasy)
- Order Czerwonej Gwiazdy (15 kwietnia 1942 roku)
- Medal „Za pracowniczą wybitność” (1939)[1]

## Upamiętnienie
Uchwałą Miejskiej Rady Narodowej w Sandomierzu z 2 lutego 1945 dotychczasowa ulica Opatowska w tym mieście została przemianowana na ulicę pułkownika Wasyla Fiodorowicza Skopenki.
Ku jego pamięci od 1957 rozgrywany jest międzynarodowy wyścig kolarski. W 1976 odbył się XX Międzynarodowy Wyścig Kolarski o Memoriał płk. Wasyla Skopenki.
Jego imieniem nazwano szkołę, której był dyrektorem. Znajduje się tam także pamiątkowa tablica mu poświęcona. Godność honorowych obywateli Sandomierza władze miasta nadały też jego żonie Annie oraz córce Nali i synom Wiktorowi i Jerzemu.